# مقاطعة فريدون شهر
مقاطعة فريدون شهر (بالفارسية: شهرستان فریدون‌شهر) هي مقاطعة تقع في أصفهان في إيران. يقدر عدد سكانها بـ 38,334 نسمة .